# 布鲁克·克鲁格-比利特
布鲁克·克鲁格-比利特（英語：Brooke Krueger-Billett，1980年7月9日—），澳大利亚女子田径运动员。她曾代表澳大利亚参加2002年和2006年英联邦运动会田径比赛，获得一枚金牌。她也曾参加2004年夏季奥林匹克运动会。